# Crónicas mutantes
Mutant Chronicles es una película steampunk independiente del año 2009, inspirada en el juego de rol del mismo nombre. Dirigida por Simon Hunter, cuenta con estrellas como Thomas Jane y Ron Perlman.

## Sinopsis
La historia comienza en el año 2707, en el cual la raza humana sobrevive en una Tierra exhausta, sin apenas recursos naturales y usa una tecnología basada en la máquina de vapor. Los protagonistas deben luchar contra unos humanos mutados que han sido liberados accidentalmente.
La trama trata sobre una "máquina" que vino del espacio hace 10 000 años. La máquina transforma a la gente en mutantes asesinos cuyo objetivo es llevar nuevas víctimas a la máquina para su conversión. Sellada hace siglos, la máquina es descubierta accidentalmente durante una gran batalla sucedida en algún sitio de Europa.

## Reparto
- Thomas Jane (1969-) como el sargento John Mitchell Mitch Hunter.
- Ron Perlman (1950-) como el hermano Samuel.
- Devon Aoki (1982-) como la cabo Valerie Chinois Duval.
- Benno Fürmann (1972-) como el teniente Maximillian Emile von Steiner.
- Pras Michel (1971-)
- Sean Pertwee (Londres, 1964-) como Nathan Rooker.
- John Malkovich (1953-) como Constantine.
- Roger Ashton-Griffiths (Hertfordshire, 1957-) como el monje científico.
- Luis Echegaray como el cabo Jesus El Jesús de Barrera.
- Shauna Macdonald (Malasia, 1981-) como Adelaide.
- Steve Toussaint como el capitán John Patrick McGuire.
- Curtis Walker (Inglaterra) como Bigboy.
- Anna Walton (Londres, 1980-) como Severian.
- Tom Wu (Hong Kong, años setenta-) como el cabo Juba Kim Wu.

## Recepción de la crítica
El sitio web Rotten Tomatoes le dio a la película un 16 % de podridos basado en 31 visualizaciones.